# 作家の悪夢
作家の悪夢（さっかのあくむ）は、SF作家アイザック・アシモフが、『フランケンシュタイン』の著者メアリー・シェリーとその夫パーシー・ビッシュ・シェリーに触れて、もともと作家であった夫よりも、文学においては素人であった妻の方が後世に名を残したことを評した言葉。作家の悲劇または文豪の悲劇とも呼ばれる。

## 背景
1816年、18歳のメアリー・シェリーは21歳の詩人パーシー・ビッシュ・シェリーと駆け落ちし、イギリスの詩人バイロンの別荘に身を寄せた。天候不順に足止めされた彼らは、互いに怪奇小説を創作してひと夏を過ごすが、これがいわゆる「ディオダティ荘の怪奇談義」である。
しかしすでに有名な詩人であったバイロンとシェリーは、この試みを途中で投げ出してしまった。結局小説を完成させたのは、文学的には素人であった妻メアリーとバイロンの主治医ジョン・ポリドリで、前者は『フランケンシュタイン』を、後者は『吸血鬼』を1年かけて書き上げた。
『フランケンシュタイン』は後世にゴシック小説の古典、ひいてはSFの元祖とみなされるようになり、さらに人類の科学力が怪物と化して人類自らを破滅させるという「フランケンシュタイン・コンプレックス」という非常に大きなテーマを投げかけることになる。何度も映画などの創作に取り上げられ、メアリーは作者として後世に名を残した。一方、夫のシェリーは妻に比べて知名度が低い存在となってしまった。

## アシモフの評
アシモフは『われはロボット』に続いて短編集『ロボットの時代』を発表するが、その序でシェリーのエピソードに触れ、「作家の悪夢」という言葉を用いた。それほど『フランケンシュタイン』の登場は画期的であったということだった。そして彼のいわゆる「ロボット工学三原則」が、「フランケンシュタイン・コンプレックス」から脱却するために発想されたのであることを明らかにした。